# Norwood (Géorgie)
Pour les articles homonymes, voir Norwood.
Norwood est une ville américaine située dans le comté de Warren, en Géorgie. Selon le recensement de 2020, sa population est de 202 habitants.